# Kai Fjell

Väggdekoration av Kai Fjell på tidigare Fornebu flygplats, i dag IT Fornebu.

Kai (Breder) Fjell, född den 2 mars 1907 i Skoger (numera en stadsdel i Drammen), Norge, död den 10 januari 1989 i Lysaker i Bærums kommun, var en norsk målare, scenograf och tecknare.

## Biografi
Fjell var elev vid Statens håndverks- og kunstindustriskole 1927 och vid Statens kunstakademi under Axel Revold 1928–29. Åren 1929–31 arbetade han som reklamtecknare. 
Hans lätt stiliserade måleri har rötter i norsk allmogekonst. Trots en dekorativt brokig kolorit dominerar linjernas mjuka rytm och förmedlar en milt vemodig stämning. Kvinnan som madonna och mor är hans huvudmotiv.
Han debuterade utan framgång vid en samlingsutställning på Kunstforeningen i Oslo 1932. Sitt genombrott fick han med sin första separatutställning 1937 på Kunstnernes Hus i Oslo.
Fjell arbetade mest med oljemåleri, men gjorde också arbeten inom teckning, skulptur och grafik. Han illustrerade böcker och gjorde scendekorationer för Nationaltheatret. Hans arbeten blev tidigt präglade av en ornamental expressionism och hans människoavbildningar är delvis naturalistiska och delvis byggda på geometriska figurer.
Fjells huvudverk Kunst 3 består av Kalven reiser seg, Violinen och Likkjøreren finns i Nasjonalmuseet. Hans Mor og barn är ofta reproducerat. Hans monumentalarbeten finns i Regeringsbyggnaden, Bakkehaugen kirke och Norsk Skogmuseum. En väggmålning finns på före detta Fornebu flygplats, numera IT Fornebu.
Fjell blev 1976 utnämnd till kommendör av St. Olavsorden.